# سینه‌سرخ سوینرتون
سینه‌سرخ سوینرتون (نام علمی: Swynnertonia swynnertoni) نام یک گونه از تیره مگس‌گیران است.